# Октябрське (Первомайський район, Алтайський край)
Октя́брське (рос. Октябрьское) — село у складі Первомайського району Алтайського краю, Росія. Входить до складу Сибірської сільської ради.
Стара назва — Октябрський.

## Населення
Населення — 400 осіб (2010; 365 у 2002).
Національний склад (станом на 2002 рік):
- росіяни — 89 %